# RK Grafičar Bezdan
RK Grafičar, rukometni klub iz Bezdana.

## Povijest
1953. godine, Ištvan Barašević donio je u Bezdan pravila za mali rukomet i osnovao klub koji se zvao RK Zanatlija, prvi registrirani rukometni klub u somborskoj općini. Klub je poslije mijenjao imena. 1958. godine promijenio je ime u Partizan. Od 1962. godine zove se Omladinac. Tadašnji trener i igrač bio je Jozo Drobina. Godine 1966. promijenio je ime u Beton, a vodili su ga treneri Zvonko Laurović i Aca Sekulić iz Sombora. Od 1968. skrb o bezdanskim rukometašima preuzelo je GIP Vojvodina, a klub je ponio ime Grafičar, koje je ostalo sve do danas. Prvi trener kluba pod time imenom bio je Branko Mang. Od 1970. godine trener je Rudolf Čonti. Godine 1983. ostvarili su najveći rezultatski uspjeh. Tad su ušli u četvrtzavršnicu Kupa Maršala Tita, pobijedivši pored ostalih jake prvoligaše Proleter iz Zrenjanina i Crvenku.

## Poznati igrači
Grafičar je dao nekoliko reprezentativaca i desetoricu prvoligaških igrača. Reprezentativci koje su dali su reprezentativci Jožef Holpert, Petar Perić, Frederik Beker, Dalibor i Davor Čutura, Katalin Feleđhazi Šmit, Jožef Holpert ml. i Stefan Sunajko. Holpert je bio svjetski prvak s jugoslavenskom reprezentacijom 1986. i brončani na OI 1988., Dalibor Čutura osvajač srebra na europskom prvenstvu 2012. godine, sudionik OI u Londonu 2012. godine; Stefan Sunajko je bio najbolje lijevo krilo EP za kadete 2016. godine u Hrvatskoj. Filip i Stefan Sunajko danas igraju za Mađarsku.